# Столяров, Михаил Филиппович
Михаи́л Фили́ппович Столяро́в (31 декабря 1903, Арино, Царевококшайский уезд, Казанская губерния, Российская империя ― 8 ноября 1990, Йошкар-Ола, Марийская ССР, РСФСР, СССР) ― марийский советский деятель культуры. Директор Марийского государственного издательства (1938―1943), начальник Управления по делам искусств (1943―1947), Управления по делам кинофикации (1947―1950), Управления по делам полиграфической промышленности, издательств и книжной торговли при Совете Министров Марийской АССР (1950―1953).

## Биография
Родился 31 декабря 1903 года в с. Арино ныне Моркинского района Марий Эл в крестьянской семье.
В 1918 году по окончании 2-классной школы в родной деревне поступил учиться в Царевококшайскую учительскую семинарию (позже ― Краснококшайский педагогический техникум). По окончании техникума в 1924 году стал работать учителем 7-летней школы в Краснококшайске, с 1925 года ― сельским учителем в с. Помары Звениговского кантона Марийской автономной области.
В 1928 году поступил в Казанский педагогический институт, но в 1929 году был отозван с учёбы на работу в качестве инспектора народного отдела Звениговского кантисполкома МАО. В 1931 году был направлен в Марийскую областную совпартшколу на должность завуча.  
В 1936 году окончил Московский педагогический институт, работал завучем и учителем истории средней школы № 6 г. Йошкар-Олы (ныне ― Лицей № 11 имени Т. И. Александровой г. Йошкар-Олы).
В 1937 году был направлен в Москву на работу в качестве старшего редактора по изданию марийских учебников в Учпедгизе. В 1938―1943 годах был директором Марийского государственного издательства.
В 1943―1947 годах ― начальник Управлений по делам искусств, в 1947―1950 годах ― Управления по делам кинофикации, в 1950―1953 годах ― Управления по делам полиграфической промышленности, издательств и книжной торговли при Совете Министров Марийской АССР.
В 1953―1961 годах заведовал отделом пропаганды и агитации редакции газеты «Марий коммуна». 
За вклад в развитие культуры и искусства Марийской республики награждён орденом «Знак Почёта», медалями и Почётной грамотой Президиума Верховного Совета Марийской АССР.
Скончался 8 ноября 1990 года в Йошкар-Оле. 

## Награды
- Орден «Знак Почёта» (1946)[1][2]
- Медаль «За трудовую доблесть»[2]
- Медаль «За доблестный труд в Великой Отечественной войне 1941—1945 гг.» (1946)[2]
- Юбилейная медаль «За доблестный труд. В ознаменование 100-летия со дня рождения Владимира Ильича Ленина»[1][2]
- Почётная грамота Президиума Верховного Совета Марийской АССР (1946)[1]